# Sessea vestioides
Sessea vestioides är en potatisväxtart som först beskrevs av Diederich Franz Leonhard von Schlechtendal, och fick sitt nu gällande namn av A.T. Hunziker. Sessea vestioides ingår i släktet Sessea och familjen potatisväxter. Inga underarter finns listade i Catalogue of Life.